# Dimitris Mavrogenidis
Dimitris Mavrogenidis (Δημήτρης Μαυρογεννίδης en griego; 23 de diciembre de 1976) es un exfutbolista griego de origen uzbeko, su último club fue el Thrasyvoulos FC.

## Trayectoria
| Club             | País   | Año         |
| ---------------- | ------ | ----------- |
| Aris Salónica FC | Grecia | 1994 - 1997 |
| Olympiacos FC    | Grecia | 1997 - 2006 |
| Iraklis FC       | Grecia | 2006 - 2008 |
| Thrasyvoulos FC  | Grecia | 2008 - 2009 |

## Palmarés
Olympiacos FC
- Super Liga de Grecia: 1997-98, 1998-99, 1999-00, 2000-01, 2001-02, 2002-03, 2004-05, 2005-06
- Copa de Grecia: 1999, 2005, 2006

- Datos: Q1147900